# 恵那市立竹折小学校
恵那市立竹折小学校（えなしりつ　たけおりしょうがっこう）は、かつて岐阜県恵那市に存在した公立小学校。

## 概要
- 校区は武並町竹折（旧・恵那郡武並村大字竹折）などであった。1968年藤小学校と統合し、武並小学校の新設により廃校。

## 沿革
竹折小学校は1947年に武並国民学校が分立して開設された小学校である。元は1917年に開設した武並尋常高等小学校第二分教場である。ここではそれ以前についても記述する。
- 1873年（明治6年） - 恵那郡竹折村に志学学校が開校する。
- 1879年（明治12年） - 竹折小学校に改称する。
- 1886年（明治19年） - 竹折簡易科小学校に改称する。
- 1887年（明治20年） - 竹折尋常小学校に改称する。
- 1897年（明治30年）4月1日 -竹折村と藤村が合併し、竹折村となる。
- 1902年（明治35年）5月24日 - 竹折村が武並村に改称する。
- 1904年（明治37年） - 藤尋常小学校と竹折尋常小学校が統合され、武並尋常高等小学校になる。
- 1917年（大正6年） - 大字竹折字美濃に武並尋常高等小学校第二分教場を設置。
- 1941年（昭和16年）4月1日 - 武並国民学校第二分教場に改称する。
- 1947年（昭和22年）
  - 3月 - 学校教育法により中学校開設するにあたり、武並村は、武並国民学校の校舎の一部を武並中学校の校舎にあて、武並国民学校の分教場（第一分教場・第二分教場）を用いて2つの小学校を開校することを決める。
  - 4月 - 武並国民学校第二分教場を用いて、武並村立竹折小学校が開校する。児童全員を収納することができなかったため、一部の児童は武並中学校の校舎を仮校舎として授業を受けることとなる。
  - 7月19日 - 武並村議会にて、旧・武並国民学校の校舎を全て武並中学校の校舎とすることが決まる。また、竹折小学校の敷地が小さいため校舎の増築が不可能のため、竹折小学校は新たな場所に校舎を新築することが決まる。
- 1948年（昭和23年）10月1日 - 武並村大字竹折字郷蔵平1730[注釈 2]に新築移転。
- 1954年（昭和29年）4月1日 - 大井町、長島町、東野村、三郷村、武並村、笠置村、中野方村、飯地村と合併し、恵那市が発足。同時に恵那市立竹折小学校に改称する。
- 1968年（昭和43年）3月 - 統合により廃校。武並小学校竹折教室となる。
- 1969年（昭和44年） - 武並小学校の新校舎が完成し、竹折教室を廃止。